# Paracotis cataïmena
Paracotis cataïmena är en fjärilsart som beskrevs av Louis Beethoven Prout 1915. Paracotis cataïmena ingår i släktet Paracotis och familjen mätare. Inga underarter finns listade i Catalogue of Life.